# Rondeletia pachyphylla
Rondeletia pachyphylla är en måreväxtart som beskrevs av Carl Karl Wilhelm Leopold Krug och Ignatz Urban. Rondeletia pachyphylla ingår i släktet Rondeletia och familjen måreväxter.

## Underarter
Arten delas in i följande underarter:
- R. p. myrtilloides
- R. p. pachyphylla